# Shiratsuyu (tàu khu trục Nhật)
Shiratsuyu (tiếng Nhật: 白露) là một tàu khu trục hạng nhất của Hải quân Đế quốc Nhật Bản, là chiếc dẫn đầu của  lớp tàu khu trục Shiratsuyu bao gồm mười chiếc. Shiratsuyu đã từng tham gia nhiều hoạt động tại Mặt trận Thái Bình Dương trong Chiến tranh Thế giới thứ hai, trước khi bị chìm do va chạm với tàu chở dầu Seiyo Maru về phía Đông Nam eo biển Surigao vào ngày 15 tháng 6 năm 1944

## Thiết kế và chế tạo
Lớp tàu khu trục Shiratsuyu là phiên bản cải tiến dựa trên lớp tàu khu trục Hatsuharu, được thiết kế để tháp tùng lực lượng tấn công chủ lực của Hải quân Nhật Bản, và để tiến hành những cuộc tấn công cả ngày và đêm bằng ngư lôi nhằm vào Hải quân Hoa Kỳ khi chúng vượt băng qua Thái Bình Dương, theo kế hoạch của học thuyết chiến lược hải quân Nhật Bản. Mặc dù là một trong những lớp tàu khu trục mạnh mẽ nhất thế giới khi hoàn tất, không có chiếc nào sống sót qua cuộc Chiến tranh Thái Bình Dương.
Shiratsuyu là chiếc đầu tiên trong số sáu tàu khu trục được chế tạo Chương trình Bổ sung Vũ khí Hải quân Nhật Bản thứ nhất (マル1計画, 第一次補充計画 Maru 1 Keikaku, Dai-Ichi-Ji Hojū Keikaku); nó được đặt lườn tại xưởng hải quân Sasebo vào ngày 14 tháng 11 năm 1933, được hạ thủy vào ngày 5 tháng 4 năm 1935, và được đưa ra hoạt động vào ngày 7 tháng 9 năm 1936.

## Lịch sử hoạt động
Vào lúc xảy ra cuộc Tấn công Trân Châu Cảng, Shiratsuyu được phân về Đội 27 của Hải đội Khu trục 1 trực thuộc Hạm đội 1 Hải quân Đế quốc Nhật Bản, và được giữ lại vùng biển nhà Nhật Bản trong thành phần tuần tra chống tàu ngầm bảo vệ cho lực lượng thiết giáp hạm Nhật Bản. Từ giữa tháng 1 năm 1942, nó giúp hộ tống các đoàn tàu vận tải đi lại giữa Nhật Bản và Đài Loan, và vào giữa tháng 2 đã hộ tống chiếc tàu sân bay Zuihō đi đến Davao và quay trở về Hashirajima. Đến tháng 4, nó hộ tống các tàu sân bay Shōkaku và Zuikaku đi từ Mako đến Truk, nơi nó gia nhập lực lượng tấn công của Đô đốc Takeo Takagi trong trận chiến biển Coral trong các ngày 7–8 tháng 5.
Vào cuối tháng 5, nó hộ tống các tàu tuần dương Myōkō và Haguro quay trở lại Kure, nơi nó được phân về Lực lượng Tấn công Quần đảo Aleut dưới quyền Đô đốc Shirō Takasu trong thời gian diễn ra trận Midway vào các ngày 4–6 tháng 6. Vào ngày 14 tháng 7, nó được điều về Hạm đội 2 và quay trở lại Truk vào giữa tháng 8, nơi nó được bố trí hộ tống các tàu vận chuyển binh lính để tái chiếm đảo san hô Makin sau cuộc tấn công Makin.
Cho đến giữa tháng 9 năm 1942, Shiratsuyu tiếp tục đặt căn cứ ngoài khơi Jaluit trong quần đảo Marshall, nhưng từ tháng 10 được bố trí đến quần đảo Solomon, nơi nó thực hiện nhiều chuyến vận chuyển tốc độ cao "Tốc hành Tokyo" đến Guadalcanal. Trong một nhiệm vụ tấn công tại Guadalcanal vào ngày 25 tháng 10, nó đã trợ giúp vào việc đánh chìm tàu vận chuyển Mỹ Seminole và làm hư hại chiếc Zane. Nó tham gia trận Hải chiến Guadalcanal thứ nhất trong đêm 12–13 tháng 11 năm 1942, cứu vớt những người còn sống sót từ chiếc thiết giáp hạm Hiei bị trúng ngư lôi, nhưng đã không trực tiếp chiến đấu. Vào ngày 23 tháng 11, đang khi thực hiện một chuyến đi vận chuyển đến Lae, nó đã cứu vớt những người còn sống sót từ tàu khu trục Hayashio vốn sau đó bị đánh đắm bằng ngư lôi.
Tuy nhiên, trong nhiệm vụ tiếp theo đến Buna vào ngày 28 tháng 11, Shiratsuyu bị đánh trúng trực tiếp một quả bom và mũi tàu trong một cuộc không kích của máy bay ném bom B-17 của Không lực Mỹ, buộc phải sửa chữa khẩn cấp tại Rabaul, Truk và Saipan trước khi nó có thể quay về đến Sasebo vào ngày 25 tháng 2 năm 1943 để hoàn tất việc sửa chữa. Nó quay lại hoạt động thường trực vào ngày 20 tháng 7 năm 1943 cùng với Hạm đội 2, hộ tống chiếc tàu sân bay Unyō từ Yokosuka đến Truk và quay trở lại vào tháng 8. Nó về đến Rabaul vào giữa tháng 10, và sau đó được phân nhiệm vụ vận chuyển binh lính đến Qavuvu.
Trong Trận chiến vịnh nữ hoàng Augusta vào ngày 2 tháng 11, Shiratsuyu bị va chạm với tàu khu trục Samidare, rồi sau đó nó lại bị máy bay Mỹ bắn phá, khiến bốn người thiệt mạng và hai người bị thương, buộc phải quay về Sasebo để sửa chữa. Trong đợt tái trang bị này, một tháp pháo được tháo dỡ thay thế bằng hai khẩu đội 25 mm Kiểu 96 phòng không ba nòng.
Nó quay trở lại khu vực Truk vào cuối tháng 12 trong thành phần hộ tống cho Myōkō, Haguro và Tone, tiếp tục đi đến Kavieng vàp đầu tháng 1 năm 1944. Từ tháng 2 đến tháng 4, nó nằm trong thành phần hộ tống cho thiết giáp hạm Musashi. Từ cuối tháng 4, nó được phân công trong đoàn tàu vận tải Take Ichi, hộ tống các đoàn tàu chuyển binh lính từ Trung Quốc đến Philippines và các địa điểm khác tại Đông Nam Á.
Shiratsuyu bị máy bay Hải quân Mỹ tấn công vào ngày 8 tháng 6 ngoài khơi Biak, làm bốn người chết và năm người bị thương. Trong đêm 14 tháng 6, nó va chạm với tàu chở dầu Seiyo Maru ở cách 90 hải lý (170 km) về phía Đông Nam eo biển Surigao, tọa độ 09°09′B 126°51′Đ / 9,15°B 126,85°Đ, rồi sau đó các quả mìn sâu của nó phát nổ giữa những người còn sống sót. Trong số thủy thủ đoàn, 104 người đã bị giết, bao gồm thuyền trưởng, Trung tá Hải quân Matsuda.
Shiratsuyu được rút khỏi danh sách Đăng bặ Hải quân vào ngày 10 tháng 8 năm 1944.